# Jóhannes Eðvaldsson
Pour les articles homonymes, voir Eðvaldsson.
Jóhannes Eðvaldsson est un footballeur islandais né le 3 septembre 1950 à Reykjavik, et mort le 24 janvier 2021, ancien joueur du Celtic FC, qui a également évolué au FC Metz et au Hanovre 96. Il évoluait au poste de défenseur central.

## Biographie
Il est le fils d'un ancien gardien de but international estonien, Evald Mikson, qui a été durant la Seconde Guerre mondiale à la tête de la police de Tallinn. Accusé de crimes de guerre, il fuit en Islande avec sa famille et change son nom en Eðvald Hinriksson.
Formé au Valur Reykjavík, le deuxième club islandais le plus titré, Jóhannes partira à 22 ans l'espace de quelques mois en Afrique du Sud, où il jouera à Cape Town City.
Revenu au pays, il partira un an plus tard dans le championnat français, en signant au FC Metz. Il n'y fit qu'un court séjour avant de rejoindre le club danois du Holbæk B&I. Il sera alors repéré par le Celtic FC qui le fera venir en 1975 et où il restera quatre ans et demi. Avec 127 matchs et 24 buts en un peu moins de cinq saisons, il sera l'un des piliers du Celtic FC de la fin des années 1970. En février 1980, il quitte le Celtic FC pour tenter l'aventure américaine avec les Tulsa Roughnecks. Mais un an plus tard il revient en Europe, en rejoignant le Hanovre 96. Après une nouvelle aventure écossaise, au Motherwell, il finit sa carrière au Thróttur Reykjavík, en 1985
Par ailleurs, il a un frère, Atli Eðvaldsson, qui fut également un très bon footballeur et évolua notamment au Borussia Dortmund et au Fortuna Düsseldorf. Son neveu, Emil Atlason, est attaquant au sein du KR Reykjavik et de l'Islande espoirs

## Palmarès
- Championnat d'Écosse : 1977, 1979
- Coupe d'Écosse : 1977, 1980